# Mångullört
Mångullört (Amsinckia lunaris) är en strävbladig växtart som beskrevs av Macbride. Enligt Catalogue of Life ingår Mångullört i släktet gullörter och familjen strävbladiga växter, men enligt Dyntaxa är tillhörigheten istället släktet gullörter och familjen strävbladiga växter. Arten förekommer tillfälligt i Sverige, men reproducerar sig inte. Inga underarter finns listade i Catalogue of Life.